# Afterhills Music & Arts Festival
Afterhills Music & Arts Festival a fost un festival de muzică și artă din România, ce se desfășoară începând cu anul 2017 la marginea orașului Iași. Festivalul se bazează pe ideea că arta și muzica se completează reciproc, lineup-ul fiind diversificat și accesibil pentru toate gusturile (muzică electronică, rock, pop, hip-hop, raggae etc.). 
Încă de la prima ediție a devenit cel mai mare festival de acest gen organizat în regiunea de N-E a României. Începând cu edițiile următoare, Afterhills Music & Arts Festival își propune să devină unul dintre cele mai importante festivaluri de muzică și artă din România și Europa de Est.

## Istoric
2019 - ediția a treia
Cea de-a treia ediție a festivalului se va desfasura in doua etape repartizate pe decursul a doua weekend-uri:
- Weekend-ul 1: In perioada 23 August - 25 August
- Weekend-ul 2: In perioada 30 August - 1 Septembrie

Locația celei de-a treia ediții a fost schimbată. Noua locație aleasă de organizatori fiind localitatea Dobrovăț, comuna Dobrovăț, județul Iași. Organizatorii Afterhills au anunțat artiști ce și-au confirmat prezența la festival: Rita Ora, Don Diablo, Quintino, Sam Feldt  [Live], Morcheeba și Gareth Emery

Full lineup 
- Weekend-ul 1:
Vineri  23/08/2019
ALPHA STAGE : Mark Stam, 5Gang, Feli, Quintino, Don Diablo, John Junior & Toni Tonini
BETA STAGE : Serghei și Anisia, Andrew Dum, Manuel Riva, Arapu, SIT, Marius D.C. b2b Osmia
Comedy (BETA STAGE) : AER, Dan Țuțu, Dan Badea
GAMMA STAGE : Mogg, Megga Dillah, Steve Crow & KORD, Fine, it’s Pink, Rockabella
DELTA STAGE : Stephan L, Kamal, Prankie, Daniel’s Wave, Skiny, Bea Hopes, Evolve, Offcenter, Padu
OMEGA STAGE : VRTW Podcast, Alt Om, K-LU

Sambata 24/08/2019
ALPHA STAGE : Nane, Satra B.E.N.Z., Guess Who, Carla’s Dreams, L.B. One, Mahmut Orhan, Pegboard Nerds
BETA STAGE : Centrifug, Chris:matic, Sebastian Eric, Kozo, Cezar, Charlie
Comedy (BETA STAGE) : Dragoș Mitran, Virgil Ciulin, Sorin Pârcălab, Sergiu Floroaia, Cristian Popescu, Toma Alexandru, Dan Frînculescu
GAMMA STAGE : Adam’s Nest, Beauty and the Rat, Handpan Romania, Alice Sonia-Michael, Cloșca
DELTA STAGE : Silv, Offcenter, Padu, Ranno Vollman, Kamal, NSLB, Cody, Skiny, Floyd, Zgîrie Disc
OMEGA STAGE : VRTW Podcast, Iorga, Alt Om
2018 - ediția a doua
Între 31 mai (ora 18:00) și 4 iunie (ora 11:00) s-a desfășurat cea de a doua ediție a festivalului. Organizatorii au decis să mărească perioada de festival de la 3 la 4 nopți (ziua de 1 iunie fiind intr-o zi de vineri, a contribuit la suplimentarea nopților de festival), scenele s-au diversificat de la 7 la 10 iar artiștii sunt în număr de peste 150. Bugetul a fost mărit la aproximativ 2,5 milioane de euro. Prețul biletelor full pass a fost între 187 RON early bird în noiembrie și 470 RON în mai. Biletele de o zi au costat pentru ziua 1 - 87 RON, ziua 2 - 147 RON, ziua 3 - 237 RON, ziua 4 - 217 RON. Persoanele care au dorit să se cazeze în camping-ul amenajat au plătit 50 RON în plus. Biletele pentru zona VIP costă 970 RON. 

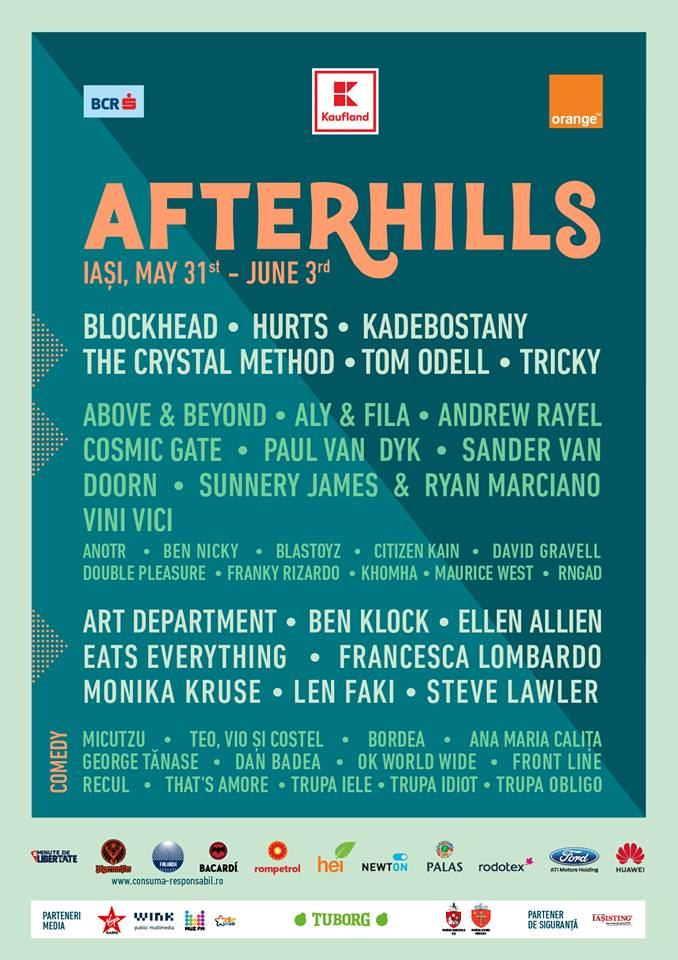
Lineup 2018

A doua ediție se desfășoară sub sloganul #dreamers. Organizatorii doresc să bată recordul mondial pentru cel mai mare dreamcatcher (acesta va avea 9 m). 2018 vine cu o premieră în România, Afterhills fiind primul festival care lansează ideea de Comedy Stage, loc în care se vor afla cei mai buni artiști de standup din țară dar și trupe de teatru independent și performance. 
Se așteaptă peste 160.000 de participanți la această ediție, festivalul având ca scop devenirea unui brand pentru orașul Iași și pentru întreaga regiune de Nord-Est a României. Sponsori și parteneri importanți s-au alăturat proiectului, printre care: Kaufland, Orange, BCR, Ford - ATI Motors, Rompetrol, Tuborg, Jagermeister, Finlandia Vodka, Bacardi, Rodotex, Iașisting, Hei, Newton, Huawei, Virgin Radio, LOFT etc. Pe parcursul primăverii anului 2018 s-au desfășurat două petreceri de promovare a festivalului în orașele București și Chișinău.     
Sonorizarea este asigurată de cei de la l'Acoustics, firma care echipează și Tomorrowland. Din cele 10 scene, 9 vor fi acoperite pentru a împiedica eventualele precipitații să anuleze desfășurarea evenimentelor așa cum s-a întâmplat la prima ediție. Zona de camping este dotată cu Wi-Fi gratuit, lounge area, zone pentru încărcat gadget-uri, alei iluminate, toalete și dușuri cu apă caldă nonstop, zone destinate copiilor, zone de luat masa, intrare separată față de restul festivalului. Chiria unui cort pentru 4 zile (2 persoane - 2 saci de dormit, 2 perne, 1 saltea gonflabilă dublă, o lampă solară) este de 300 RON. În interiorul campusului, participanții au la dispoziție un food court, un artcamp (format din instalații de artă și zone de workshop-uri), zone destinate unor activități diverse (half-pipe riding contest, graffiti area, room kids area, movie jukebox, instagram corner) și zone de relaxare.      
Full lineup:   
The Main Stage : Paul van Dyk, Above & Beyond, Aly & Fila, Cosmic Gate, Sander van Doorn, Vini Vici, Sunnery James & Ryan Marciano, Andrew Rayel, Tom Odell, Hurts, Kadebostany, Ben Nicky, Tricky, Dubioza Kolektiv, David Gravell, Maurice West, Scratch Bandits Crew, The Crystal Method, Khomha, Blastoyz , Double Pleasure, Zdob și Zdub, Alexandrina, Șuie Paparude, Subcarpați, Firma, Macanache & The Putreds, Bogdan Vix, Robin & The Backstabbers, RNGAD.
The Shed: The Motans, BPC, The Kryptonite Sparks, Fried Friend, Otto Stories, George Andreas, Mihail, Bouzin Brothers, Les Elephants Bizarres, Kaleidonescu, Cred Că Sunt Extraterestru, CTC, Iphaze, Blockhead, Crowd Control, Roadkillsoda, Deliric & Silent Strike & Muse Quartet, Argatu' & Moș Martin, Gorjira & Planet H, Platonic Scale, Exolight, Nikolauss, Black Water, Jinxy von d'ers, About Aphrodite, Citizen Kain, Suncatcher, Starpicker, Sundancer, Vanotek, BPC.
Techno Stage : Monika Kruse, Len Faki, Francesca Lombardo, Art Department, Ben Klock, Rock Roblinsky, Franky Rizardo, Ellen Allien, Steve Lawler, Eats Everything, Dubphone, Iulian Toma, A.E.R., ANOTR, Kodeera, Back On Wax, Nitin, Emann, Lurre, Avgustin, Tap, Filtrack.
Comedy Stage : Micutzu, Nelu Cortea, Claudiu Popa, Bordea, Mane Voicu, Front Line, Recul, Trupa Obligo, Anisia & Serghei, Ok World Wide, Trupa iELE, Trupa Idiot, Teo, Vio & Costel, That's Amore, Ana Maria Calița, George Tănase, Radu Bucălae. 
Our Own : Miss I, CAP, Dubtil, SIT, Paul Agripa, Charlie, Sublee, Cezar, Prâslea, Vicent Iulian, Kozo, Dan Andrei, Priku, Arapu, TAP, Emi, Tulbure, Herodot, Suciu.
Boombox : Ovylarock, Alex Dark, Keeble, Edip, Laydee V, Brad Brunner, Greenie, I-Len, Blanilla, Buster, Lich, Dj Shiver, Made From Scratch, Omul Spîn, Massive Fluo, N-Ser, Dj Snow, Exposure.
The Apartment : Grazziano, Moto, The Rabbit King, Electroclown, Dj Mădălin, Omul Spîn, Made From Scratch, Waren, Cristu Jo, Cel Visător, Dodo, Carol, Ovi H, Dubescu, Heion, S-T-Phan, Dru Klein, Duro Disco, UFE, Rammon.
Essence: Teodor, Kapnobataii Kogaionului, Febentropia, Proton, Achy, The Therapist, Logical Elements, Man Of No Ego, Saranankara, E-Mantra, Nude Dude, Cromonova, Ancient Core, Reasonandu, Ghiauru, Eleusyn, Atma, Lygos, Darkology., Lifebloom, Anael Ra, Amphep Ram On, Latam, Thal, Psylev, Xoa.
Jah Bless: Kaze Sound System, Jah Order Sound System, Zulu Kandaba, Genmaica, Zo, Selecta L45, Dancehall Tradition, Injektah, Ioana Faya, All Family.
Silent Disco : Ranno Vollman, Skiny, Padu, Ștefan L, Evolve Dubz, Keeble & Offcenter, Cody, Kamal, Tudor G, Andrei Pascariu, Sean Jay Dee & Gruia T, Pako, Silv, Tedy Rullz, John Junior & Tony Q, Dj Raul, Dj Uskt. 
2017 - prima ediție
Prima ediție s-a desfășurat între 23-25 iunie 2017 la marginea orașului Iași, pe șes Bahlui. Bugetul a fost de aproximativ 2 milioane de euro. Festivalul s-a organizat pe o suprafață de 45 de hectare (inclusiv zona de parcare și camping) dintre care 20 de hectare formau zonele de interes din jurul scenelor. Organizatorii au pus la dispoziție 6 scene cu teme muzicale diferite dintre care 3 scene mari - The Main Stage, The Techno Stage și The Dome Stage. În cele 3 zile și 3 nopți de festival, pe lângă cele 72 de ore de muzică nonstop, participanții s-au putut bucura de zone de relaxare, zone de joacă pentru copii, food court, expoziții de artă, workshop-uri, diverse activități susținute pe parcursul zilei (graffiti, pictură, Dj contest, parkour, zonă de cățărare etc.). Peste 74,000 de participanți  s-au strâns la prima ediție a festivalului. Vineri, 23 iunie, au fost 9.000 de persoane care au trecut pragul festivalului. Sâmbătă, 24 iunie, au fost 25.000 de participanți (momentul de vârf a fost ora 22.00, cu 20.000 de oameni prezenți la momentul lui John Newman). Duminică, 25 iunie, au fost 40.000 de participanți (momentul de vârf a fost ora 23.00, peste 35.000 de oameni prezenția la concertul lui ATB). Organizatorii s-au declarat mulțumiți de cum a decurs festivalul și au anunțat că în 2018 se va susține cea de a doua ediție.
Prețul biletelor a fost de 99 RON pentru o zi, 149 RON pentru studenți, 249 RON abonamentul normal pentru cele 3 zile de festival și 449 RON abonamentul VIP. Taxa de camping a fost de 15 RON pentru toate cele 3 zile de festival. Biletele s-au vândut online - atât în România, cât și în Republica Moldova - cât și în magazinele, restaurantele și cafenelele partenere. La festival au fost prezente persoane din toate regiunile României, din Republica Moldova, Franța, Germania, Anglia etc.
Prima zi a festivalului (23 iunie) a fost mai întâi amânată cu câteva ore și apoi anulată din cauza unei furtuni care a distrus The Techno Stage (fiind schimbată ulterior cu alta) și diverse decorațiuni și aranjamente din interiorul campusului. 6 persoane - voluntari - au fost ușor rănite în timpul acestei furtuni. În ciuda eforturilor susținute de tot staff-ul și de cei peste 650 voluntari, doar Morcheeba au reușit să cânte în prima zi, seara, deschizând astfel festivalul. Deoarece furtuna a început din nou, concertul a fost oprit și s-au luat măsuri de siguranță - zona fiind evacuată iar publicul îndrumat către un centru comercial aflat în imediata apropiere. Festivalul a avut parte de toată susținerea publicului în ciuda acestor probleme, bucurându-se de un val de aprecieri în și mediul online ori media. 
Lineup-ul a fost format din 101 artiști : 
The Main Stage: ATB, Bob Sinclar, Morcheeba, Hooverphonic, John Newman, W&W, Andrew Rayel, Sander van Doorn, Moguai, Maurice West, Juicy M, Vini Vici, Macanache, Golan, Argatu' & RomaN, Gojira & Planet H, Byron, Moonlight Breakfast, Baba Dochia, Sylvain Armand, Carla's Dreams, Vama, Grasu XXL, Robin and the Backstabbers, Khomha, Zdob și Zdub, Brum, Dj Fubu, Les Elephants Bizzares, The Motans, Firma, Ligia Hojda, Bogdan VIX, Kevin Krissen, Yellow, ROA, Chuck Wonderland, Dj Cruz, Rawanne & Mike T, Dj Pete Mykonos.
The Techno Stage : Technasia, Cristian Varela, Marco Bailey, Ilario Alicante, Bono Goldbaum, Bella Sarris, Oshana, iO(Mulen), Ion Ludwig, ANOTR, Audiofly, Avgustin, Dubphone, Cabanne, Charlie, Cassy, SIT (Cristi Cons & Vlad Caia), Kodeera, TAP, Vicențiu Iulian, Dan Andrei, CAP, Oliver Graf, Kozo, A.E.R, Back on Wax, Iulian Toma, Tulbure, Red Pig Flower, Emann.
The Dome Stage : Greeg & Onuc, E-Mantra, Saranankara, Anael Ra, Ancient Core, Kapnobataii Kogaionului, Eleusyn, Ghiauru, Andrei Pascariu, Keeble, Ovylarock, Platonic Scale, Alex Dark, George Andreas, Edip, Omul Spîn, Proton, Febentropia, Cromonova, Reasonandu, Logical Elements, Lifebloom, Shivay, Latam, Lygos, Darkology, Thal, The Therapist.
Kaze: Bobi (Kaya Foundation), Kaze (Kaze Sound System), Tibi (Jah Order Sound System), Eujah/Chuthejhu (Genmaica Sound System), Ioana Faya (Kaze Sound System), Sistah Rastahfairy, Lazio 45 (Roots On Vinyl), All Selectors.